# Муллин, Владимир Евгеньевич
Влади́мир Евге́ньевич Му́ллин (род. 20 марта 1968, Кирово-Чепецк) — российский художник, Заслуженный художник России, член-корреспондент Российской академии художеств

## Биография
- 1987 — Окончил Кировское художественное училище (преподаватели — Заслуженный художник РСФСР П. С. Вершигоров, Е. А. Гришин).
- c 1991 — Творческие поездки на Академическую дачу им. И. Е. Репина.
- c 1991 — Член творческого объединения «Москворечье».
- c 1995 — Член Союза художников России.
- 1995—1997 — Творческие поездки в Финляндию, Швецию.
- 1995—1997 — Участник международных пленеров во Франции (Корсика).
- c 1997 — Творческие поездки на Кипр, в Израиль, Египет.
- 1998 — Творческая поездка в Италию (Венеция).
- 2000 — Присуждена Государственная стипендия по рекомендации Секретариата правления Союза художников России.
- 2002 — Награждён дипломом Российской академии художеств и дипломом Союза художников России.
- 2003—2004 — Участник международных пленеров в Польше (г. Седльце).
- 2007 — Участник пленера в Китае (Пекин — Харбин).

Лауреат премии Кировской области в области литературы и искусства.
Лауреат федерального уровня в области науки, культуры и образования в проекте «Профессиональная команда страны».
- 2008 — Награждён медалью Союза художников России.
- 2009 — Творческая поездка в США (Калифорния)
- 2010 — Присвоено звание «Заслуженный художник России»
- c 2010 — Участник Творческого объединения «Новые передвижники»
- 2008 — награжден медалью Союза художников России «Духовность. Традиции. Мастерство.»
- 2012 — творческая поездка в Австрию.
- 2012 — творческая поездка в Китай.
- 2012 — благодарность Российской Академии художеств.
- 2014 — творческая поездка в Германию, Италию.
- 2014- творческая поездка в Китай.
- 2015 — творческая поездка в Италию (Венеция).
- 2015 — художественный руководитель юбилейного Х Всероссийского «Васнецовского пленэра» г. Киров.
- 2017- художественный руководитель XII Всероссийского «Васнецовского пленэра» г. Киров.
- 2018 — присуждено звание члена-корреспондента Российской академии художеств.
- 2019 — творческая поездка в Италию.

## Выставки
- 1991 Всероссийская выставка — Манеж (Москва)
- 1991—1995 Выставки объединения «Москворечье».
- 1994 Персональная выставка (Киров)
- 1994 Региональная выставка «Российский Север» (Киров)
- 1994 Всероссийская выставка «Россия IX» — Манеж (Москва)
- 2000 Всероссийская выставка «Имени Твоему» — Манеж (Москва)
- 2002 Всероссийская выставка «Образ Родины» (Киров)
- 2002 Всероссийская молодёжная выставка — ЦДХ, Москва.
- 2004 Региональная выставка «Российский Север» (Вологда)
- 2004 Всероссийская выставка «Россия Х» — ЦДХ (Москва)
- 2005 Международная выставка, посвященная 60-летию Победы — ЦДХ (Москва)
- 2005—2006 Выставки участников международного пленера (Франция, Корсика)
- 2006 Выставка русских художников (Санта-Фе, США)
- 2006 Персональная выставка в Московской городской Думе (Москва)
- 2007 Всероссийская выставка «Образ Родины» (Вологда)
- 2007 Выставка вятских художников к 70-летию Кировской обл. — ЦДХ (Москва)
- 2007 Персональная выставка в Академии пограничных войск ФСБ (Москва)
- 2007 Выставка русских художников (Харбин, Китай)
- 2007 Всероссийская выставка «Единение» (Нижний Новгород)
- 2007 Всероссийская выставка «Отечество», ЦДХ (Москва)
- 2008 Выставка объединения «Москворечье», Музей революции (Москва)
- 2008 Региональная выставка «Российский Север» (Новгород)
- 2008 Всероссийская выставка «Россия XI» — ЦДХ (Москва)
- 2010 Персональная выставка в Национальном банке Траст (Москва)
- 2010 Выставка «Три цвета реальности» в Банке «Абсолют»
- 2010 Выставка «Палитра реальности» в Транскредитбанке
- 2017 г. выставка «Большая картина». Вятский художественный музей им. В.М. и А. М. Васнецовых, г. Киров.
- 2018 г. персональная выставка. Вятский художественный музей им. В.М. и А. М. Васнецовых, г. Киров.
- 2018 г. Межрегиональная передвижная выставка «Живописная Россия» г. Москва, ТСХР.
- 2019 г. выставка «Семья — душа России». Фонд социально-культурных инициатив при участии Министерства культуры России, Департамента культуры города Москвы и Государственного музейно-выставочного центра «РОСИЗО».
- 2019 г. выставка «Большой портрет». Вятский художественный музей им. В.М. и А. М. Васнецовых, г. Киров.

## Дополнительная информация
Участник российских и международных выставок. Произведения находятся в Кировском областном художественном музее имени В.М. и А. М. Васнецовых, Музее современного изобразительного искусства им. А. А. Пластова в Ульяновске, музейно-выставочном комплексе «Исиньская городская художественная галерея» (город Исинь, провинция Цзянсу, КНР), в Академии славянской письменности и культуры в Москве, в коллекции Московской городской Думы, в коллекциях Сбербанка, Россельхозбанка, Транскредитбанка, Лукойла. В частных коллекциях России, Финляндии, Швеции, Италии, Испании, США, Франции, Кореи, Германии, Англии, Китая, Польши, Японии.